# Parafia św. Karola Boromeusza w Gdyni
Parafia św. Karola Boromeusza w Gdyni – rzymskokatolicka parafia znajdująca się na osiedlu Fikakowo w gdyńskiej dzielnicy Wielki Kack przy ulicy Górniczej. Wchodzi w skład dekanatu Gdynia Orłowo, który należy do archidiecezji gdańskiej.
Kościół parafialny jest w budowie. Pierwszym jej etapem były prace przyziemie ukończone w 2007, obejmujące salki katechetyczne oraz tzw. dolny kościół; w którym sprawowane są msze i wszystkie sakramenty. W 2019 roku wybudowana została wieża kościoła, na której zawisnąć docelowo mają dzwony.

## Historia
Parafia została erygowana 12 lipca 1998 przez wydzielenie z terenu macierzystej parafii św. Wawrzyńca w Wielkim Kacku. W październiku tego samego roku wybudowano tymczasową kaplicę przy skrzyżowaniu ulic Górniczej i Witosławy. 25 czerwca 2004 roku rozpoczęto budowę docelowego kościoła parafialnego według projektu autorstwa dra inż. arch. Wiesława Kupścia; na placu położonym pomiędzy Obwodnicą Trójmiasta a ulicą Górniczą (w sąsiedztwie posesji o nr. 44 i 46).
Kamień węgielny pod budowę świątyni wmurował Tadeusz Gocłowski CM – arcybiskup metropolita gdański dnia 4 listopada 2007 podczas sumy odpustowej. Dokonane przy tej okazji poświęcenie tzw. dolnego kościoła, często wzmiankowane w źródłach parafialnych, nie było konsekracją w sensie kanonicznym, gdyż „obrzędy poświęcenia kościoła i ołtarza” rozróżniają te dwie okoliczności odrębnymi formularzami, ponadto najważniejsze części obrzędów konsekracyjnych (m.in. złożenie relikwii w mensie ołtarzowej, namaszczenie ołtarza i ścian kościoła) nie zostały podczas tej liturgii odprawione.
W roku 2014 w bezpośrednim sąsiedztwie wznoszonego kościoła została ukończona budowa plebanii, do której z tymczasowych lokalizacji przeniosło się biuro parafialne oraz posługujący w parafii kapłani.

## Terytorium parafii
Zgodnie z dekretem erekcyjnym arcybiskupa Tadeusza Gocłowskiego – metropolity gdańskiego z dnia 3 lipca 1998, parafia obejmuje swoim zasięgiem osiedle Na Wzgórzu oraz ulice: Górniczą, Gryfa Pomorskiego, Lipową i Myśliwską.

## Proboszcz
- od 12 VII 1998: ks. kan. mgr Bogumił Nowakowski[4]
  - wicedziekan od 1 X 2019